# Défense & Armement
Défense & Armement était une revue française consacrée aux armements.

## Généralités
Initialement éditée par la Société européenne d'Éditions Militaires (SEDEM), la revue Défense & Armement est apparue en octobre 1981. La société locataire-gérante sera par la suite les Éditions Larivière, la société propriétaire du titre restant la SEDM. 
À partir du numéro 53, le titre devient Défense et Armement Heracles International après la fusion de Défense et Armement et de Héraclès.
Le dernier exemplaire paraît vers 1992.